# NGC 5114
NGC 5114 је елиптична галаксија у сазвежђу Кентаур која се налази на NGC листи објеката дубоког неба.
Деклинација објекта је - 32° 20' 38" а ректасцензија 13h 24m 1,6s. Привидна величина (магнитуда) објекта NGC 5114 износи 12,5 а фотографска магнитуда 13,5. Налази се на удаљености од 42,073 милиона парсека од Сунца. NGC 5114 је још познат и под ознакама ESO 444-24, MCG -5-32-6, PGC 46828.